# Grand Prix Španělska
Grand Prix Španělska (španělsky Gran Prémio de España, anglicky Spanish Grand Prix) je jedním ze závodů mistrovství světa vozů Formule 1, pořádané Mezinárodní automobilovou federací. Místem konání je trať Circuit de Catalunya u Barcelony, hlavního města státu Katalánsko, ve Španělsku. Od roku 2026 se má závod přesunout na nový okruh nedaleko Madridu.

## Vítězové Grand Prix Španělska
Tučně jsou znázorněni účastníci aktuální sezóny šampionátu Formule 1.
Růžové pozadí znázorňuje závody, které nebyly součástí šampionátů Formule 1.
Žluté pozadí znázorňuje závody, které byly vypsány jako Předválečné evropské mistrovství.
Zelené pozadí znázorňuje závody, které byly součástí Mistrovství světa dodavatelů motorů.

### Opakovaná vítězství (jezdci)
| Počet vítězství | Jezdec             | Roky                               |
| --------------- | ------------------ | ---------------------------------- |
| 6               | Michael Schumacher | 1995, 1996, 2001, 2002, 2003, 2004 |
| 6               | Lewis Hamilton     | 2014, 2017, 2018, 2019, 2020, 2021 |
| 4               | Max Verstappen     | 2016, 2022, 2023, 2024             |
| 3               | Jackie Stewart     | 1969, 1970, 1971                   |
| 3               | Nigel Mansell      | 1987, 1991, 1992                   |
| 3               | Alain Prost        | 1988, 1990, 1993                   |
| 3               | Mika Häkkinen      | 1998, 1999, 2000                   |
| 2               | Louis Chiron       | 1928, 1933                         |
| 2               | Emerson Fittipaldi | 1972, 1973                         |
| 2               | Mario Andretti     | 1977, 1978                         |
| 2               | Ayrton Senna       | 1986, 1989                         |
| 2               | Kimi Räikkönen     | 2005, 2008                         |
| 2               | Fernando Alonso    | 2006, 2013                         |

### Opakovaná vítězství (týmy)
| Počet vítězství | Konstruktér | Roky                                                                   |
| --------------- | ----------- | ---------------------------------------------------------------------- |
| 12              | Ferrari     | 1954, 1974, 1981, 1990, 1996, 2001, 2002, 2003, 2004, 2007, 2008, 2013 |
| 9               | Mercedes    | 1934, 1935, 2014, 2015, 2017, 2018, 2019, 2020, 2021                   |
| 9               | McLaren     | 1975, 1976, 1988, 1989, 1998, 1999, 2000, 2005, 2025                   |
| 8               | Williams    | 1980, 1987, 1991, 1992, 1993, 1994, 1997, 2012                         |
| 7               | Lotus       | 1967, 1968, 1972, 1973, 1977, 1978, 1986                               |
| 6               | Red Bull    | 2010, 2011, 2016, 2022, 2023, 2024                                     |
| 3               | Alfa Romeo  | 1929, 1933, 1951                                                       |
| 2               | Bugatti     | 1926, 1928                                                             |

### Opakovaná vítězství (dodavatelé motorů)
| Počet vítězství | Dodavatel  | Roky                                                                                     |
| --------------- | ---------- | ---------------------------------------------------------------------------------------- |
| 15              | Mercedes** | 1934, 1935, 1998, 1999, 2000, 2005, 2009, 2014, 2015, 2017, 2018, 2019, 2020, 2021, 2025 |
| 13              | Ford*      | 1967, 1968, 1969, 1970, 1971, 1972, 1973, 1975, 1976, 1977, 1978, 1979, 1980             |
| 12              | Ferrari    | 1954, 1974, 1981, 1990, 1996, 2001, 2002, 2003, 2004, 2007, 2008, 2013                   |
| 11              | Renault    | 1986, 1991, 1992, 1993, 1994, 1995, 1997, 2006, 2010, 2011, 2012                         |
| 3               | Alfa Romeo | 1929, 1933, 1951                                                                         |
| 3               | Honda      | 1987, 1988, 1989                                                                         |
| 2               | Bugatti    | 1926, 1928                                                                               |
| 2               | Honda RBPT | 2023, 2024                                                                               |

* Byl vyráběn Cosworth.

** V letech 1998–2005 působil jako Ilmor.

### Vítězové v jednotlivých letech
| Rok         | Jezdec              | Konstruktér         | Trať            | Výsledky  |
| ----------- | ------------------- | ------------------- | --------------- | --------- |
| 2024        | Oscar Piastri       | McLaren-Mercedes    | Catalunya       | Výsledky  |
| 2024        | Max Verstappen      | Red Bull-Honda RBPT | Catalunya       | Výsledky  |
| 2023        | Max Verstappen      | Red Bull-Honda RBPT | Catalunya       | Výsledky  |
| 2022        | Max Verstappen      | Red Bull-RBPT       | Catalunya       | Výsledky  |
| 2021        | Lewis Hamilton      | Mercedes            | Catalunya       | Výsledky  |
| 2020        | Lewis Hamilton      | Mercedes            | Catalunya       | Výsledky  |
| 2019        | Lewis Hamilton      | Mercedes            | Catalunya       | Výsledky  |
| 2018        | Lewis Hamilton      | Mercedes            | Catalunya       | Výsledky  |
| 2017        | Lewis Hamilton      | Mercedes            | Catalunya       | Výsledky  |
| 2016        | Max Verstappen      | Red Bull-TAG Heuer  | Catalunya       | Výsledky  |
| 2015        | Nico Rosberg        | Mercedes            | Catalunya       | Výsledky  |
| 2014        | Lewis Hamilton      | Mercedes            | Catalunya       | Výsledky  |
| 2013        | Fernando Alonso     | Ferrari             | Catalunya       | Výsledky  |
| 2012        | Pastor Maldonado    | Williams-Renault    | Catalunya       | Výsledky  |
| 2011        | Sebastian Vettel    | Red Bull-Renault    | Catalunya       | Výsledky  |
| 2010        | Mark Webber         | Red Bull-Renault    | Catalunya       | Výsledky  |
| 2009        | Jenson Button       | Brawn-Mercedes      | Catalunya       | Výsledky  |
| 2008        | Kimi Räikkönen      | Ferrari             | Catalunya       | Výsledky  |
| 2007        | Felipe Massa        | Ferrari             | Catalunya       | Výsledky  |
| 2006        | Fernando Alonso     | Renault             | Catalunya       | Výsledky  |
| 2005        | Kimi Räikkönen      | McLaren-Mercedes    | Catalunya       | Výsledky  |
| 2004        | Michael Schumacher  | Ferrari             | Catalunya       | Výsledky  |
| 2003        | Michael Schumacher  | Ferrari             | Catalunya       | Výsledky  |
| 2002        | Michael Schumacher  | Ferrari             | Catalunya       | Výsledky  |
| 2001        | Michael Schumacher  | Ferrari             | Catalunya       | Výsledky  |
| 2000        | Mika Häkkinen       | McLaren-Mercedes    | Catalunya       | Výsledky  |
| 1999        | Mika Häkkinen       | McLaren-Mercedes    | Catalunya       | Výsledky  |
| 1998        | Mika Häkkinen       | McLaren-Mercedes    | Catalunya       | Výsledky  |
| 1997        | Jacques Villeneuve  | Williams-Renault    | Catalunya       | Výsledky  |
| 1996        | Michael Schumacher  | Ferrari             | Catalunya       | Výsledky  |
| 1995        | Michael Schumacher  | Benetton-Renault    | Catalunya       | Výsledky  |
| 1994        | Damon Hill          | Williams-Renault    | Catalunya       | Výsledky  |
| 1993        | Alain Prost         | Williams-Renault    | Catalunya       | Výsledky  |
| 1992        | Nigel Mansell       | Williams-Renault    | Catalunya       | Výsledky  |
| 1991        | Nigel Mansell       | Williams-Renault    | Catalunya       | Výsledky  |
| 1990        | Alain Prost         | Ferrari             | Jerez           | Výsledky  |
| 1989        | Ayrton Senna        | McLaren-Honda       | Jerez           | Výsledky  |
| 1988        | Alain Prost         | McLaren-Honda       | Jerez           | Výsledky  |
| 1987        | Nigel Mansell       | Williams-Honda      | Jerez           | Výsledky  |
| 1986        | Ayrton Senna        | Lotus-Renault       | Jerez           | Výsledky  |
| 1985 – 1982 | Nejelo se           | Nejelo se           | Nejelo se       | Nejelo se |
| 1981        | Gilles Villeneuve   | Ferrari             | Jarama          | Výsledky  |
| 1980        | Alan Jones          | Williams-Ford       | Jarama          | Výsledky  |
| 1979        | Patrick Depailler   | Ligier-Ford         | Jarama          | Výsledky  |
| 1978        | Mario Andretti      | Lotus-Ford          | Jarama          | Výsledky  |
| 1977        | Mario Andretti      | Lotus-Ford          | Jarama          | Výsledky  |
| 1976        | James Hunt          | McLaren-Ford        | Jarama          | Výsledky  |
| 1975        | Jochen Mass         | McLaren-Ford        | Montjuïc        | Výsledky  |
| 1974        | Niki Lauda          | Ferrari             | Jarama          | Výsledky  |
| 1973        | Emerson Fittipaldi  | Lotus-Ford          | Montjuïc        | Výsledky  |
| 1972        | Emerson Fittipaldi  | Lotus-Ford          | Jarama          | Výsledky  |
| 1971        | Jackie Stewart      | Tyrrell-Ford        | Montjuïc        | Výsledky  |
| 1970        | Jackie Stewart      | March-Ford          | Jarama          | Výsledky  |
| 1969        | Jackie Stewart      | Matra-Ford          | Montjuïc        | Výsledky  |
| 1968        | Graham Hill         | Lotus-Ford          | Jarama          | Výsledky  |
| 1967        | Jim Clark           | Lotus-Cosworth      | Jarama          | Výsledky  |
| 1966 – 1955 | Nejelo se           | Nejelo se           | Nejelo se       | Nejelo se |
| 1954        | Mike Hawthorn       | Ferrari             | Pedralbes       | Výsledky  |
| 1953 – 1952 | Nejelo se           | Nejelo se           | Nejelo se       | Nejelo se |
| 1951        | Juan Manuel Fangio  | Alfa Romeo          | Pedralbes       | Výsledky  |
| 1950 – 1936 | Nejelo se           | Nejelo se           | Nejelo se       | Nejelo se |
| 1935        | Rudolf Caracciola   | Mercedes            | Lasarte         | Výsledky  |
| 1934        | Luigi Fagioli       | Mercedes            | Lasarte         | Výsledky  |
| 1933        | Louis Chiron        | Alfa Romeo          | Lasarte         | Výsledky  |
| 1932 – 1930 | Nejelo se           | Nejelo se           | Nejelo se       | Nejelo se |
| 1929        | Louis Chiron        | Bugatti             | Lasarte         | Výsledky* |
| 1928        | Louis Chiron        | Bugatti             | Lasarte         | Výsledky* |
| 1927        | Robert Benoist      | Delage              | Lasarte         | Výsledky  |
| 1926        | Meo Constantini     | Bugatti             | Lasarte         | Výsledky  |
| 1925 – 1924 | Nejelo se           | Nejelo se           | Nejelo se       | Nejelo se |
| 1923        | Albert Divo         | Sunbeam             | Sitges-Terramar | Výsledky  |
| 1922 – 1914 | Nejelo se           | Nejelo se           | Nejelo se       | Nejelo se |
| 1913        | Carlos de Salamanca | Rolls Royce         | Guadarrama      | Výsledky  |

- * Závod sportovních vozů